# Mesa La Huertita
La Mesa La Huertita es un accidente geográfico que forma parte de la Sierra de Aconchi, situada en el oeste del municipio homónimo a la sierra, en el centro del estado de Sonora, México, en la zona de la Sierra Madre Occidental.
Tiene un altitud de 1,956 metros sobre el nivel del mar (m s. n. m.). Se encuentra a 10 km al oeste del pueblo de Aconchi, otras montañas cercanas son Cerro Trébol y Picacho Alto La Bonancita.